# Veit Mette
Veit Karsten Mette (* 1961 in Bielefeld, bekannt als Veit Mette) ist ein deutscher Fotograf und Fotojournalist.
Mette studierte Kunstpädagogik an der Universität Bielefeld. Seit 1990 ist er für Zeitungen, Zeitschriften sowie  für Unternehmen und Stiftungen als Fotograf in den Bereichen Reportage, Porträt und PR tätig. Neben diesen Printveröffentlichungen in Publikationen wie Amica, Stern, Süddeutsche Zeitung, Geo und Die Zeit präsentiert er seine künstlerischen Arbeiten in zahlreichen Büchern und Ausstellungen. Veit Mette lebt und arbeitet in Bielefeld. Er hat 2015 den Kulturpreis der Stadt Bielefeld bekommen. Veit Mette ist Mitglied der Bildagentur Laif (Köln).
Sein Bruder Til Mette ist als Comiczeichner und Cartoonist künstlerisch aktiv.

## Ausstellungen
- 1995: Harlem Heartbeat – Bilder aus New York/Harlem. Amerikahaus Köln und Hamburg
- Seit 1999: Drinnen, das ist wie draussen nur anders – Fotos aus Bethel als mobile Ausstellung an einem Doppelzug der Bielefelder Stadtbahn.
- 2001: Popshop – Fotos aus und Ausstellung in der Justizvollzugsanstalt Herford. In Zusammenarbeit mit dem Kunstverein Herford und dem WDR.
- 2003: nackend  – Porträts. Bielefelder Kunstverein, Bielefeld
- 2004: New York – Gemeinschaftsausstellung mit Cartoonist und Bruder Til Mette. WDR-Landesstudio Bielefeld
- Seit 2006: Ebene null – Dauerausstellung von 16 großformatigen Wandbildern in der Universität Bielefeld.
- 2007: Auf wiegen und brechen – Fotos zum Thema Essstörungen. WDR-Landesstudio Bielefeld.
- 2009: Generation Üc – jugendliche Migranten der dritten Generation. Open Air Multimedia-Großprojektion und anschließende Ausstellung in einer leerstehenden Wohnung im sozialen Brennpunkt, Bielefeld.
- 2010:  Generation Üc – jugendliche Migranten der dritten Generation. Alfred Toepfer Stiftung, Hamburg
- 2010: Königin für eine Nacht. Valmiera, Lettland 2010
- Seit 2010: Erleben was die Welt bewegt – Wandinstallation in der Dauerausstellung. Überseemuseum, Bremen
- 2011: Menschen im Museum, Fotoausstellung in der Kunsthalle Bielefeld
- 2014:  heimat bis wolkig, Porträt einer Stadt, Ausstellung in Überseecontainern in Bielefeld, April 2014
- 2017: seek!, Einzelausstellung im Kunstraum Detmold, März 2017
- 2017: Fotoausstellung mit Fotografien aus W.Nowgorod (Russland) in der kommunalen Galerie Bielefeld, 29. April 2017
- 2017: Fotoausstellung in der kommunalen Fotogalerie in Rzeszów (Polen), Mai 2017

## Gemeinschaftsausstellungen
- 2003: In The Middle Of The Night. Kunsthalle Bielefeld.
- 2003: Fotofestival Nooderlicht. Groningen/NL.
- 2007: Fotofestival Ludwigshafen.

## Auswahlbibliografie
- 1994: Harlem Heartbeat. Fotos und Essays aus Harlem, New York City. Mit Oliver Lücke. Kerber Verlag, Bielefeld.
- 1995: Kinder in Bielefeld – und anderswo. Mit Hartmut von Hentig. Westfalen Verlag, Bielefeld.
- 1997: Drinnen das ist wie Draussen nur anders. Bilder aus Bethel. Pendragon Verlag, Bielefeld
- 1999: Popshop. Bilder aus der Justizvollzugsanstalt Herford. Kerber Verlag, Bielefeld.
- 2001: Nackend. Ausstellungskatalog Bielefelder Kunstverein.
- 2007: 75 Jahre Alfred Toepfer Stiftung Mit Peter Zickermann. Hamburg
- 2007: Ebene Null. Universität Bielefeld. Kerber Verlag, Bielefeld.
- 2009: Generation Üç. Jugendliche Migranten. Kerber Verlag, Bielefeld.
- 2011: Veit Mette. Menschen im Museum. Kerber Verlag, Bielefeld
- 2014:  heimat bis wolkig, Kerber Verlag, Bielefeld